# ホウォートンゼリー
ホウォートンゼリー (羅: substantia gelantinea funiculi umbilicalis) とは、主にムコ多糖（ヒアルロナンおよびコンドロイチン硫酸) からなるゼリー状の物質で、臍帯および硝子体に伴って見出される。少数の線維芽細胞およびマクロファージを含む。胚外中胚葉から発生する。